# ГАЕС Вехр
ГАЕС Вехр (Wehr) — гідроаккумулююча електростанція в Німеччині на крайньому півдні країни, у федеральній землі Баден-Вюртемберг. Споруджена в долині невеликої правої притоки Рейну, яка стікає зі Шварцвальду.
Будівництво станції розпочали у 1968 році та завершили у 1976-му. Як нижній резервуар використовується водосховище, створене греблею на Вехрі, як верхній — штучна водойма під назвою Hornberg із площею поверхні 0,2 км2. Вона забезпечує накопичення води для роботи станції з номінальною потужністю впродовж семи годин.
Верхній резервуар з'єднує з підземним машинним залом водовід, при цьому напір становить 630 метрів. У самому залі розміщено чотири турбіни типу Френсіс потужністю по 227,5 МВт, а також чотири чотири насоси для накопичення води потужністю по 245 МВт.
Наприкінці 2000-х на станції розпочали послідовний капітальний ремонт усіх чотирьох мотор-генераторів.